# Dret germànic
El dret germànic és el conjunt de normes per les quals es regien els pobles germànics que van envair l'Imperi Romà d'Occident.
No posseïen un codi legislatiu, i es regien doncs pel dret consuetudinari. No obstant això, després del contacte amb la forma de vida romana, on el dret estava molt present, van sorgir alguns codis de lleis promulgats pels reis, com és el cas del Codi d'Euric.
Era un dret molt menys complex que el dret romà, típic de poblacions seminòmades, amb una idea de la propietat molt més restringida, motiu pel qual va anar cedint terreny al dret romà a mesura que altres pobles invasors es van anar establint en els territoris europeus i adoptant el sistema de vida romà.
En el dret penal són famoses les ordalia aplicades al dret germànic. Les ordalia, una mena de prova judicial de caràcter magicoreligiós, servien per fer palesa la culpabilitat o innocència d'una persona acusada. Fins i tot es podia tractar d'un tercer, aliè al procés, el que era sotmès a la prova (ordalies de representació).
Un acusat havia de demostrar la seva innocència sotmetent a proves com ara sostenir una pedra roent, o aigua bullent. De vegades també s'obligava els acusats a romandre llarg temps sota l'aigua. Si era capaç de suportar-ho, s'entenia que Déu l'ajudava per ser no culpable. La naturalesa d'aquestes ordalia tenia caràcter de prova i judici de Déu.

## Influència en el dret posterior
El dret germànic es considera el tercer ordenament jurídic, en ordre d'importància i després del dret romà i el dret canònic, per a la formació del dret occidental actual.
Es considera que figures com les relacions jurídiques mancomunades o la comunitat de béns procedeixen directament del dret germànic, atès que el dret Romà es basava en la idea de propietat individual i parcialitat.